# Rehovot
Rehovot (in ebraico רְחוֹבוֹת‎?, , letteralmente vie/strade) è una città israeliana del distretto Centrale, a circa 20 km a sud di Tel Aviv.
Fondata durante la prima Aliyah da emigranti ebrei provenienti da Varsavia (Polonia), divenne presto una città economicamente autosufficiente grazie ai prosperi boschi di alberi da limone.
È definita città della scienza e della cultura in virtù delle numerose istituzioni di ricerca che vi hanno sede, tra cui il prestigioso Istituto Weizmann oltre che la facoltà di agricoltura e la scuola di veterinaria dell'Università Ebraica di Gerusalemme.

## Origini del nome
Il nome Rehovot (letteralmente: ampie distese o vie/strade) fu proposto da Israel Belkind per richiamare il nome della città di Rehoboth, citata nel libro della Genesi. La città biblica si trovava tuttavia nel deserto del Negev, nel distretto Meridionale.

## Storia

### Età antica
Secondo recenti ritrovamenti il sito della città era già abitato in epoca greco-romana e avrebbe resistito fino alla conquista islamica nel VII secolo. La città è infatti identificata con il sito di Kerem Doron, o semplicemente Doron, citato nel talmud di Gerusalemme (Pe'ah 7,4), che pero secondo l'interpretazione di Richard Kalmin potrebbe riferirsi ad un personaggio e non ad un insediamento.

### Età contemporanea
La città di Rehovot fu fondata il 6 marzo 1890 come moshav da ebrei polacchi, provenienti da Varsavia durante la prima Aliyah e con il sostegno del Comitato di Odessa, dopo aver acquistato i terreni da proprietari terrieri arabi di religione cristiana.
Nel maggio 1892 iniziò una disputa con il vicino villaggio di Zarnuqa per i terreni da adibire all'allevamento e al pascolo, conclusasi due anni dopo, seguita da una disputa con una tribù locale di beduini che nel 1893 attaccò il moshav. La seconda disputa si concluse con l'intervento di uno sceicco arabo, che portò le due parti a raggiungere un compromesso.

## Amministrazione

### Gemellaggi
Rehovot è gemellata con le seguenti città
- Heidelberg, dal 1983[7]
- Grenoble, dal 1984[8]
- Valjevo, dal 1990[9]
- Albuquerque, dal 2008[10]
- Paraná, dal 2010[11]
- Bistrița, dal 2016[12]
- Manchester[7]
- Filadelfia[7]
- Rochester[13]